# ميك براون
ميك براون (بالإنجليزية: Mick Brown)‏ (11 يوليو 1939 بدبلن في جمهورية أيرلندا - ) هو لاعب كرة قدم أيرلندي في مركز الظهير. لعب مع هال سيتي ولينكولن سيتي أف سي ونادي كامبريدج ستي.